# 자연 및 실험 철학 에라스무스 스미스 석좌교수

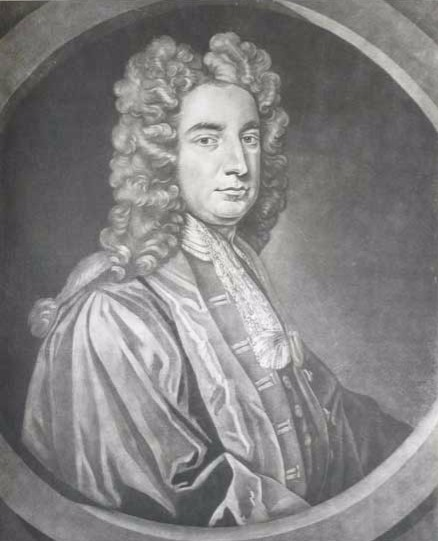
리처드 헬샴

자연 및 실험 철학 에라스무스 스미스 석좌교수 (Erasmus Smith's Professor of Natural and Experimental Philosophy)는 1724년에  트리니티 칼리지 더블린에 설립된 물리학 교수직 으로 1611~1691년에 살았던 런던의 부유한 상인인 에라스무스 스미스가 설립한 에라스무스 스미스 신탁에서 자금을 지원했다. 영국과 아일랜드에서 가장 오래된 물리학 전용 석좌교수직의 하나이다. 원래 이 교수직은 이 지위에 가장 적합한 사람을 결정하기 위해 대학 구성원 중에서 시험을 통해 선출되었다. 1851년부터 교수직은 트리니티 칼리지의 지원을 받았다. 이 직위를 맡은 22명의 소유자 중 7명은 왕립 학회 회원이었으며 어니스트 월턴은 노벨 물리학상을 수상했다.
초대 자연 및 실험 철학 에라스무스 스미스 석좌교수는 리처드 헬샴 (1724)이었으며, 그는 도네갈 수학 강사 (1723-30)이자 트리니티 대학의 레기우스 물리학 교수 (1733-38)이기도 했다. 그는 사후에 1739년에 출판된 그의 저서 《A Course of Lectures in Natural Philosophy》 로 가장 잘 알려져 있다. 이 간행물은 뉴턴 물리학에 관한 최초의 학부 교과서 중 하나로 간주되며 1849년까지 학부생이 읽어야 했다.

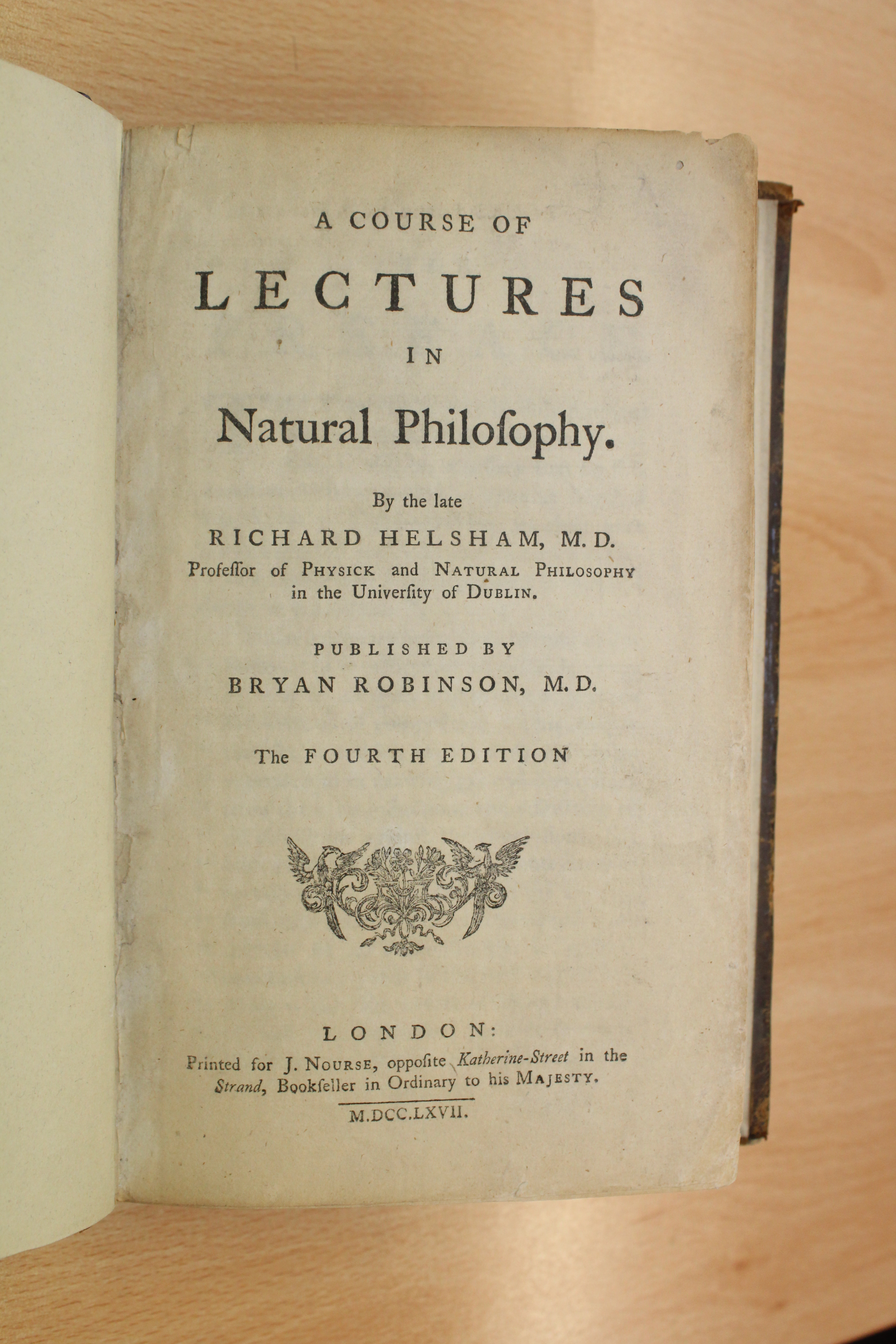
"자연 철학 강의"(4판)의 제목 페이지.

1724년부터 1847년까지 이 교수직은 거의 대부분 수학적, 이론적 경향을 가지고 있어서 많은 보유자가 수학자이기도 하였으며 바르톨로뮤 로이드 (1822) 및 제임스 맥쿨라그 (1843)와 같은 몇몇은 이전에 수학의 에라스무스 스미스  석좌교수를 역임했다. 그러나 이 시기에 그의 아버지 바르톨로뮤 로이드의 뒤를 이어 트리니티의 가장 위대한 실험 물리학자 중 한 명으로 간주되는 험프리 로이드 (1831)가 임명되었다. 젊은 로이드 교수는 이축 결정을 통과할 때 빛이 구부러지는 방식에 대해 윌리엄 로완 해밀턴이 이론적으로 예측한 원추형 굴절을 실험적으로 검증한 것으로 알려져 있다. 그는 또한 독일의 가우스와 알렉산더 폰 훔볼트를 방문하고 트리니티 칼리지 더블린에 "자기(magnetical) 천문대"를 건설하는 등 지구 자기에 대한 중요한 연구를 수행했다. 1847년에 자연 철학 대학 학과장(1847)이 설치되어 응용 수학과 이론 물리학의 역할을 맡았고, 에라스무스 스미스 석좌 교수직은 주로 실험 물리학의 학과장이 되었다.

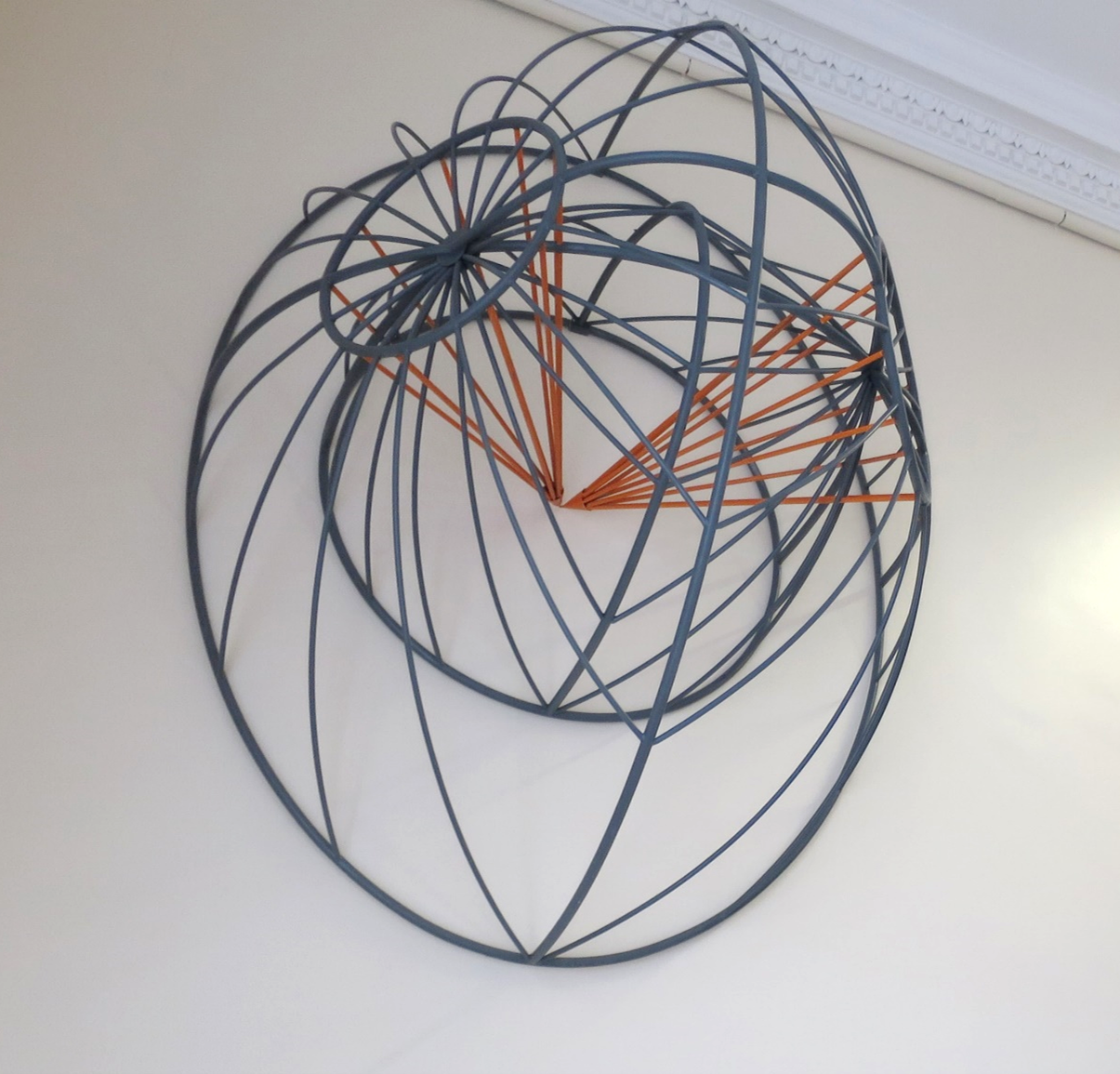
School of Physics에 장착되어 있으며 원추형 굴절을 나타내는 Radiant Stranger 조형물이다.

그 이후로, 이 석좌교수직은 많은 저명한 실험 물리학자들에 의해 점유되었다. 예를 들어 조지 프랜시스 피츠제럴드 (1881)는 전자기 이론과 알베르트 아인슈타인의 특수 상대성 이론의 핵심 부분이 된 로렌츠-피츠제럴드 수축으로 잘 알려져 있다. 어니스트 월턴 (1946)은 노벨 물리학상을 수상한 유일한 아일랜드 과학자이다. 그는 존 콕크로프트와 함께 콕크로프트-월턴 전압 증배 회로가 완비된 초기 유형의 입자 가속기 중 하나를 구성한 작업으로 가장 잘 알려져 있다. 1930년대 초 케임브리지 대학에서 발전기를 사용하여 수행한 실험에서 월턴과 콕크크로프는 입자 빔을 사용하여 한 요소를 다른 요소로 변환한 최초의 팀이 되었다.

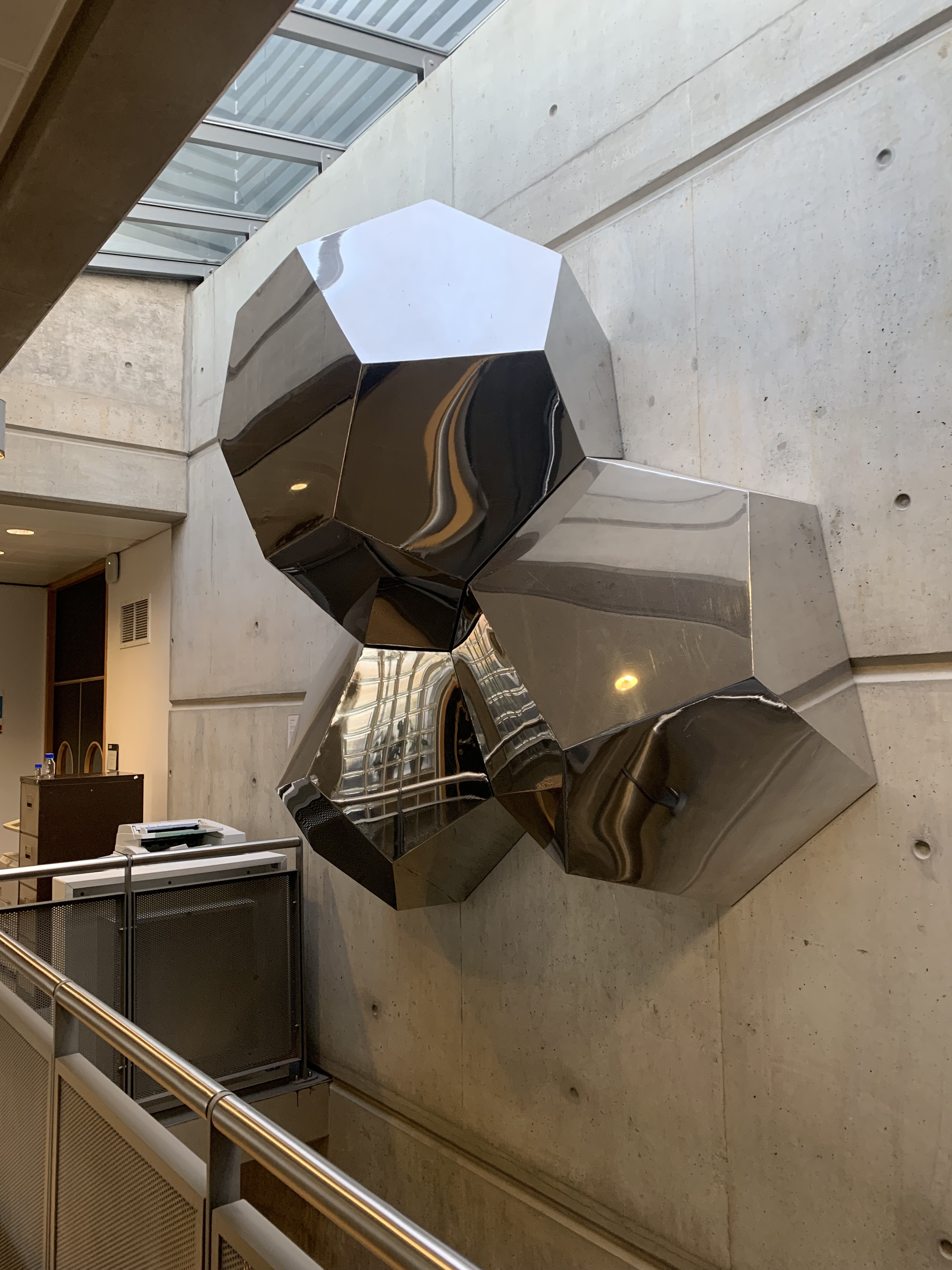
물리학과에 설치되어 있는, 웨이어-펠란 구조를 나타내는 스로우잉 쉐입스의 조각품.

더 최근에 브라이언 헨더슨 (1974)은 응집 물질과 자기 공명에 대한 연구를 크게 확장했다. 이론 물리학자 데니스 웨이어 (1984)는 3차원 공간을 동일한 크기의 셀로 공간을 분할할 때, 셀의 표면적이 최소가 되는 가장 경제적인 방법에 관한 켈빈 경의 추측에 대한 반례를 제시했다. 이 반례는 이제 웨이어-펠란 구조라고 한다. 마이크 코이 (2007)는 비정질 고체의 자기 질서를 분류하고 격자간 희토류 자석 Sm2Fe17N3 를 발견했으며 페리자성 스핀 전자 장치를 개발하고 자기장이 물에 미치는 영향을 조사한 자기 분야의 저명한 실험가이다. 현재 재임 중인 조나선 콜먼 (2022)은 2D 재료를 대량으로 만드는 다재다능한 방법인 액상 박리 기술을 개발한 것으로 나노 재료 분야에서 잘 알려져 있다.
다수의 저명한 에라스무스 스미스 석좌교수들이 '트리니티 월요일 기념 강연'의 주제가 되었다. 또한 에라스무스 스미스 교수직의 역사는 에릭 핀치(Eric Finch)의 훌륭한 저서인 《더블린 트리니티 칼리지 물리학의 3세기》에 설명되어 있다.

## 석좌교수 목록
- 1724–1738: 리처드 헬샴 (1683–1738)
- 1738–1743: 칼렙 카트라이트 (1696?–1763)
- 1743–1745: (공석)
- 1745–1759: 윌리엄 클레먼트 (1707-1782)
- 1759–1769: 휴 해밀턴 (1729–1805)
- 1769–1786: 토마스 윌슨 (1726–1799)
- 1786–1799: 매튜 영 (1750–1800)
- 1799–1807: 토마스 얼링턴 (1760–1835)
- 1807–1822: 윌리엄 데이븐포트 (1772-1823)
- 1822–1831: 바르톨로뮤 로이드 (1772–1837)
- 1831–1843: 험프리 로이드 (1800–1881)
- 1843–1848: 제임스 맥컬라 (1809–1847)
- 1848–1854: 로버트 딕슨 (1812–1885)
- 1854–1870: 조지프 할브레이스 (1818-1890)
- 1870–1881: 존 레슬리 (1830-1881)
- 1881-1901: 조지 피츠제럴드 (1851-1901)
- 1901–1929: 윌리엄 스리프트 (1870–1942)
- 1929–1946: 로버트 디치번 (1903–1987)
- 1946–1974: 어니스트 월튼 (1903–1995)
- 1974–1984: 브라이언 헨더슨 (1936–2017)
- 1984–2007: 데니스 웨어리 (1942년생)
- 2007–2012: 마이클 코이 (1945년생)
- 2012–2022: (공석)
- 2022–현재: 조너선 콜먼 (1973년생)

## 같이 보기
- 더블린 대학교 교수직 목록
- 자연철학